# 루 모귀의 살인자 (1932년 영화)
루 모귀의 살인자(Murders in the Rue Morgue)는 미국에서 제작된 로버트 플로리 감독의 1932년 범죄, 공포, 미스터리 영화이다. 시드니 폭스 등이 주연으로 출연하였다.

## 출연

### 주연
- 시드니 폭스
- 벨라 루고시
- 레온 아메스
- 버트 로치

### 조연
- 브랜든 허스트
- 노블 존슨
- 아렌느 프란시스

## 같이 보기
- 창조과학에 대한 반론